# Гуйва (река)
Гу́йва — река на Украине, протекает по территории Хмельникского района Винницкой области и Бердичевского и Житомирского районов Житомирской области. Правый приток Тетерева (бассейн Днепра).
Длина Гуйвы составляет 97 км. Площадь бассейна 1505 км². Уклон реки 0,9 м/км. Речная долина на значительном протяжении V-образная, шириной до 2 км. Пойма в верховье заболоченная. Русло извилистое, шириной до 20 м, глубиной в среднем 1,2 м. Сток регулируется прудами. Сооружено Андрушёвское водохранилище. Используется для технического водоснабжения, орошения хозяйства.
Река берёт своё начало западнее от города Казатина. Течёт сначала на северо-восток, в среднем течении к северу, в нижнем течении (от г. Андрушёвки) — на северо-запад. Впадает в Тетерев на юго-западной окраине Житомира.
Наибольшие притоки: Пустоха, Коденко (левые).
На Гуйве расположены города Казатин и Андрушёвка.